# Pelt (gemeente)
Pelt is een gemeente in het noorden van de Belgische provincie Limburg die op 1 januari 2019 is ontstaan uit de fusie van Neerpelt en Overpelt. De gemeente heeft een oppervlakte van 83,63 km² en telt ruim 34.000 inwoners.
In het noorden grenst Pelt aan de Nederlandse gemeente  Valkenswaard. Overige buurgemeenten zijn de klok rond: Hamont-Achel, Bocholt,  Peer, Hechtel-Eksel en Lommel. 
Door het zanderige Pelt vloeit de Dommel, die in het natuurgebied Plateaux-Hageven Nederland binnenstroomt.

## Fusie
Een eerste poging tot fusie tussen de gemeenten mislukte in 1976.
Begin 2017 gingen Hamont-Achel, Neerpelt en Overpelt samenzitten om één grote gemeente te vormen.
In mei dat jaar haakte Hamont-Achel af, maar Neerpelt en Overpelt beslisten om door te gaan.
De gemeenteraden keurden op 18 december 2017 de fusie definitief goed. Het Vlaams Gewest bekrachtigde die beslissing met het decreet van 4 mei 2018. 
Op 14 oktober 2018 kozen de Peltenaren een nieuwe gezamenlijke gemeenteraad. Vanaf 1 januari 2019 werd Pelt officieel een nieuwe gemeente in Limburg.

## Naam
Op 4 november 2017 werd na een referendum in beide gemeenten de naam van de fusiegemeente bekendgemaakt. Ongeveer een derde van de stemgerechtigden (9.519 inwoners ouder dan 12 jaar) bracht zijn stem uit voor de drie mogelijkheden: "Dommelpelt", "Pelt" of "Pelten". Ruim 74 % stemde uiteindelijk voor de historische aanduiding "Pelt".
De naam gaat reeds terug naar de Romeinen, die de streek Palethe noemden, wat zoveel als moerassig gebied betekent.
In de Middeleeuwen en nog tot aan de Franse Revolutie was Pelt een ambt, dat ook Kleine-Brogel en Kaulille omvatte. Het werd later met Hamont, Achel en Sint-Huibrechts-Lille tot het Ambt Pelt-Grevenbroek samengevoegd, dat tot aan de Franse Revolutie als onderdeel van het Prinsbisdom Luik bleef bestaan. Pelt werd hierna in het plaatselijke dialect nog als de gewone aanduiding voor Overpelt gebruikt, waar immers de hoofdzetel van het historische ambt met de drossaard gevestigd was.
Wie de achternaam van Pelt draagt, heeft vermoedelijk een voorouder uit dit gebied.

## Kernen

### Deelgemeenten
| # | Naam                  | Opp. (km²) | Inwoners (2020) | Inwoners per km² | NIS-code |
| - | --------------------- | ---------- | --------------- | ---------------- | -------- |
| 1 | Neerpelt              | 29,39      | 13.978          | 475              | 72025A   |
| 2 | Sint-Huibrechts-Lille | 13,49      | 3.410           | 253              | 72025B   |
| 3 | Overpelt              | 40,90      | 15.685          | 384              | 72029A   |

## Demografische ontwikkeling
Alle historische gegevens hebben betrekking op de huidige gemeente, inclusief deelgemeenten, zoals ontstaan na de fusie van 1 januari 2019.
| Inwoners van jaar tot jaar op 1 januari 1992 tot heden | Inwoners van jaar tot jaar op 1 januari 1992 tot heden | Inwoners van jaar tot jaar op 1 januari 1992 tot heden |
| jaar                                                   | Aantal                                                 | Evolutie: 1992=index 100                               |
| ------------------------------------------------------ | ------------------------------------------------------ | ------------------------------------------------------ |
| 1992                                                   | 26.039                                                 | 100,0                                                  |
| 1993                                                   | 26.244                                                 | 100,8                                                  |
| 1994                                                   | 26.524                                                 | 101,9                                                  |
| 1995                                                   | 26.781                                                 | 102,8                                                  |
| 1996                                                   | 27.094                                                 | 104,1                                                  |
| 1997                                                   | 27.342                                                 | 105,0                                                  |
| 1998                                                   | 27.542                                                 | 105,8                                                  |
| 1999                                                   | 27.782                                                 | 106,7                                                  |
| 2000                                                   | 27.911                                                 | 107,2                                                  |
| 2001                                                   | 28.227                                                 | 108,4                                                  |
| 2002                                                   | 28.561                                                 | 109,7                                                  |
| 2003                                                   | 28.866                                                 | 110,9                                                  |
| 2004                                                   | 29.012                                                 | 111,4                                                  |
| 2005                                                   | 29.308                                                 | 112,6                                                  |
| 2006                                                   | 29.552                                                 | 113,5                                                  |
| 2007                                                   | 29.737                                                 | 114,2                                                  |
| 2008                                                   | 29.971                                                 | 115,1                                                  |
| 2009                                                   | 30.195                                                 | 116,0                                                  |
| 2010                                                   | 30.502                                                 | 117,1                                                  |
| 2011                                                   | 30.808                                                 | 118,3                                                  |
| 2012                                                   | 31.086                                                 | 119,4                                                  |
| 2013                                                   | 31.285                                                 | 120,1                                                  |
| 2014                                                   | 31.530                                                 | 121,1                                                  |
| 2015                                                   | 31.684                                                 | 121,7                                                  |
| 2016                                                   | 31.920                                                 | 122,6                                                  |
| 2017                                                   | 32.378                                                 | 124,3                                                  |
| 2018                                                   | 32.652                                                 | 125,4                                                  |
| 2019                                                   | 32.902                                                 | 126,4                                                  |
| 2020                                                   | 33.076                                                 | 127,0                                                  |
| 2021                                                   | 33.383                                                 | 128,2                                                  |
| 2022                                                   | 33.601                                                 | 129,0                                                  |
| 2023                                                   | 34.100                                                 | 131,0                                                  |
| 2024                                                   | 34.433                                                 | 132,2                                                  |
| 2025                                                   | 34.635                                                 | 133,0                                                  |

## Burgemeesters
Op nieuwjaarsnacht 2023 werd burgemeester Frank Smeets (CD&V) opgevolgd door burgemeester Dennis Fransen (CD&V). Frank Smeets werd begin 2019 burgemeester van Pelt en was al van 1993 tot 2000 burgemeester van Neerpelt. Toen nog voor de CVP de voorganger van CD&V

## Resultaten gemeenteraadsverkiezingen sinds 2018
| Partij of kartel     | Partij of kartel                | 14-10-2018 | 14-10-2018 | 13-10-2024 | 13-10-2024 |
| Stemmen / Zetels     | Stemmen / Zetels                | %          | 31         | %          | 31         |
| -------------------- | ------------------------------- | ---------- | ---------- | ---------- | ---------- |
|                      | CD&V                            | 47,0       | 17         | 55,9       | 20         |
|                      | Samen Pelt                      | 15,6       | 5          | 10,0       | 2          |
|                      | N-VA                            | 15,6       | 4          | 11,7       | 3          |
|                      | Groen                           | 11,2       | 3          | 7,1        | 1          |
|                      | Lijst Vissers1 / Vlaams Belang2 | 8,11       | 2          | 15,32      | 5          |
|                      | Thuis in Pelt                   | 2,5        | 0          | -          |            |
| Totaal stemmen       | Totaal stemmen                  | 21.436     | 21.436     | 14.193     | 14.193     |
| Opkomst %            | Opkomst %                       | 94,5       | 94,5       | 61,9       | 61,9       |
| Blanco en ongeldig % | Blanco en ongeldig %            | 5,0        | 5,0        | 0,7        | 0,7        |

De zetels van de gevormde meerderheid staan vetjes afgedrukt. De grootste partij is in kleur.
Voor oudere verkiezingsresultaten zie de gemeenten Neerpelt en Overpelt.
Samen Pelt is een rood-blauwe lijst en de Lijst Vissers is een Vlaams Belanglijst.

## Bekende Peltenaren
- Stijn Coninx, filmregisseur
- Joke Emmers, actrice
- Bernt Evens, voetballer
- Fred Janssen, tv-programmamaker, reporter
- Gerard Loncke, wielrenner
- Stijn Meuris, zanger en muzikant
- Gerard Plessers, voetballer
- Raf Simons, modeontwerper
- Pieter Timmers, zwemmer
- Tom Vanchaze, atleet
- Wim Vanlessen, danser
- Sofie Van Moll, radio- en televisiepresentator
- Pieter Verhees, volleyballer
- Frans Willems, priester

Alken · As · Beringen · Bilzen-Hoeselt · Bocholt · Bree · Diepenbeek · Dilsen-Stokkem · Genk · Gingelom · Halen · Hamont-Achel · Hasselt · Hechtel-Eksel · Heers · Herk-de-Stad · Herstappe · Heusden-Zolder · Houthalen-Helchteren · Kinrooi ·  Lanaken · Leopoldsburg · Lommel · Lummen · Maaseik · Maasmechelen · Nieuwerkerken · Oudsbergen · Peer · Pelt · Riemst · Sint-Truiden · Tessenderlo-Ham · Tongeren-Borgloon · Voeren · Wellen · Zonhoven · Zutendaal

België: Provincies · Gemeenten